# غريغ بيرك (لاعب كرة قاعدة)
غريغ بيرك (بالإنجليزية: Greg Burke)‏ هو لاعب كرة قاعدة أمريكي، ولد في 21 سبتمبر 1982 في كامدن في الولايات المتحدة.

## وصلات خارجية
- غريغ بيرك على موقع دوري كرة القاعدة الرئيسي (الإنجليزية)
- غريغ بيرك على موقعبيزبول رفرنس.كوم (الدوري الرئيسي) (الإنجليزية)
- غريغ بيرك على موقعبيزبول رفرنس.كوم (الدوري الثانوي) (الإنجليزية)
- غريغ بيرك على موقع إي إس بي إن.كوم (أم.أل.بي) (الإنجليزية)
- غريغ بيرك على موقع مشجعي الرسوم البيانية (الإنجليزية)